# Vinzelles, Puy-de-Dôme
Vinzelles är en kommun i departementet Puy-de-Dôme i regionen Auvergne-Rhône-Alpes i centrala Frankrike. Kommunen ligger i kantonen Lezoux som tillhör arrondissementet Thiers. År 2022 hade Vinzelles 371 invånare.

## Befolkningsutveckling
Antalet invånare i kommunen Vinzelles
| Referens: INSEE |